# قانون شکار
قوانین شکار (به انگلیسی: Game law)، قوانینی هستند که حق تعقیب و شکار انواع خاصی از جانوران وحشی (جانور شکارشونده) و ماهی را تنظیم می‌کنند (اگرچه مورد دوم اغلب تحت حوزه قانون ماهیگیری قرار می‌گیرد). محدوده قوانین شکار می‌تواند شامل موارد زیر باشد:
- محدود کردن روزهای برداشت ماهی یا شکار (یعنی فصول باز و بسته)؛
- محدود کردن تعداد شکار روزانه به ازای هر نفر؛
- محدود کردن گونه، جنس و سن جانوران مجاز برای برداشت؛
- محدود کردن منطقه‌ای که در آن شکار مجاز است و.
- محدود کردن سلاح‌ها، چرخ دنده‌ها و شیوه‌های قابل بهره‌گیری.

شکارچیان، ماهیگیران و قانون‌گذاران عموماً موافقند که اهداف چنین قوانینی ایجاد تعادل بین نیازهای نگهداری و برداشت و مدیریت محیط زیست و جمعیت شکار و ماهی است. قوانین شکار می‌توانند ساختاری قانونی برای جمع‌آوری هزینه‌های پروانه شکار و دیگر پول‌هایی که برای تأمین بودجه تلاش‌های حفاظتی و همچنین برای به دست آوردن اطلاعات برداشت مورد استفاده در عملکرد مدیریت حیات‌وحش استفاده می‌شود، فراهم کند.